# Praprot (Semič, Slovenija)
Praprot je naselje u slovenskoj Općini Semiču. Praprot se nalazi u pokrajini Dolenjskoj i statističkoj regiji Donjoposavskoj regiji. 

## Stanovništvo
Prema popisu stanovništva iz 2002. godine naselje je imalo 53 stanovnika.